# Coracina incerta
El oruguero incierto (Coracina incerta) es una especie de ave paseriforme de la familia Campephagidae endémica de Nueva Guinea.

## Distribución y hábitat
Se encuentra en las selvas de Nueva Guinea e islas menores circundantes, especialmente en los bosques de la cordillera central, distribuido tanto en la zona perteneciente a Indonesia como en la de Papúa Nueva Guinea.